# Thorsten Roelcke
Thorsten Roelcke (* 1965) ist ein deutscher Sprachwissenschaftler und Germanist mit den Forschungsschwerpunkten Fachsprachen, Deutsch als Fremdsprache sowie Typologie und Geschichte der deutschen Sprache.
Er ist Professor an der Technischen Universität Berlin und leitet dort das Fachgebiet Deutsch als Fremdsprache sowie die Zentraleinrichtung Moderne Sprachen (ZEMS).

## Leben
Thorsten Roelcke studierte von 1984 bis 1988 Germanistik, Philosophie und Geschichte an der Ruprecht-Karls-Universität Heidelberg und wurde hier 1988 mit einer Arbeit über die Terminologie in Kants „Kritik der reinen Vernunft“ grundständig zum Dr. phil. promoviert. Danach arbeitete er dort als wissenschaftlicher Mitarbeiter und wissenschaftlicher Assistent. Nach der Habilitation 1993 zu Kommunikationskonzepten moderner Dramenautoren und der Anerkennung der Lehrbefugnis für das Fach „Deutsche Philologie: Sprachwissenschaft“ arbeitete er in Heidelberg als Hochschuldozent, bis er von 1999 bis 2000 die Professur für Germanistische Sprachwissenschaft unter besonderer Berücksichtigung der Sprachgeschichte (Oskar Reichmann) vertrat und 2000 zum außerplanmäßigen Professor ernannt wurde.
Thorsten Roelcke wechselte 2001 als wissenschaftlicher Angestellter an die Albert-Ludwigs-Universität Freiburg. Nach der (Um-)Habilitation und der Anerkennung der Lehrbefugnis für das Fach „Sprachwissenschaft des Deutschen“ 2003, wurde er dort 2004 ebenfalls zum außerplanmäßigen Professor ernannt.
Von 2003 bis 2008 unterrichtete Thorsten Roelcke als Lehrer für Deutsch, Geschichte, Gemeinschaftskunde und Philosophie in allen Klassenstufen, insbesondere aber in der gymnasialen Oberstufe, am Kolleg St. Blasien. Von 2006 bis 2007 war er zudem Leiter der Kollegsbibliothek und baute das kollegseigene Fördersystem von Schülerinnen und Schülern mit Lese-/Rechtschreibschwäche auf.
2008 wechselte er als Professor für deutsche Sprache und ihre Didaktik (W3) an die Pädagogische Hochschule Freiburg, wo er unter anderem als Leiter des Instituts für deutsche Sprache und Literatur (2009–2010), Beauftragter des Trinationalen Studiengangs „Mehrsprachigkeit“ (2010–2013) sowie als Mitglied von Fakultätsrat (2010–2011) und Forschungsausschuss (2011–2014) tätig war.
2014 folgte er dem Ruf auf eine Professur für Deutsch als Fremdsprache mit den Schwerpunkten Linguistik und Didaktik von Fachsprachen und interkulturelle Kommunikation (W3) an die Technische Universität Berlin, wo er trotz eines weiteren Rufs (2019) bis heute tätig ist. Er leitet hier das Fachgebiet „Deutsch als Fremdsprache“ und verantwortet den Masterstudiengang „Deutsch als Fremd- und Fachsprache“ sowie das Dual Master-Programm „DaF/German“ bzw. „China Studies“ mit der Zhejiang-Universität in Hangzhou (VR China). Er ist Wissenschaftlicher Leiter der Zentraleinrichtung Moderne Sprachen (ZEMS) sowie der Sprach- und Kulturbörse (SKB) der TU Berlin. Darüber hinaus ist er unter anderem Mitglied im Beirat des Centers for Cultural Studies on Science and Technology in China (seit 2014), Mitglied im Institutsrat des Instituts für Sprache und Kommunikation (seit 2015), Mitglied im Fakultätsrat der Fakultät I: Geistes und Bildungswissenschaften (seit 2015), deren Dekan er von 2015 bis 2017 war und seit 2019 ist, sowie (zeitweise stellv.) Mitglied im Erweiterten Akademischen Senat (seit 2015).

## Forschungsprojekte (Auswahl)
Seit 2019: Dissertationen-Korpus Berlin. Besonderheiten deutscher Fachsprachen – quantitativ (Leitung und Mitarbeit: Thorsten Roelcke, See-Young Cho und Koray Parlar; gefördert aus universitätseigenen Mitteln).
2020–2021: Fachsprachenprüfungen von Ärzten evaluieren und vergleichen (Leitung und Mitarbeit: Thorsten Roelcke, Almut Schön und Dörte Grunzig; gefördert vom Bayerischen Staatsministerium für Gesundheit und Pflege).
2016–2020: Dhoch3 / DaF Studienmodule – Entwicklung von Modul 5: „Fachkommunikation Deutsch“ (Leitung und Mitarbeit: Thorsten Roelcke, Andreas Kraft und Luna Schwarzer; gefördert durch den Deutschen Akademischen Austauschdienst, DAAD).
2014–2017: Sprachen – Bilden – Chancen. Innovationen für das Berliner Lehramt. Gemeinsames Projekt der Freien Universität Berlin, der Humboldt-Universität zu Berlin und der Technischen Universität Berlin (Leitung an der TU Berlin: Thorsten Roelcke; gefördert durch das Mercator-Institut für Sprachförderung und Deutsch als Zweitsprache, Köln).
Seit 2009: Terminologisierung – Konstitution von Fachwortschatz (gefördert aus hochschul- bzw. universitätseigenen Mitteln).
1993–2006: Sprachreflexion in Barock und Aufklärung (Leitung: Andreas Gardt, Oskar Reichmann und Thorsten Roelcke); Projektschwerpunkt: Einzelne Sprachen und Mundarten (gefördert durch die VolkswagenStiftung).

## Publikationen und Herausgaben (Auswahl)
Quelle:

### Monographien
- [Zusammen mit Christian Efing:] Semantik für Lehrkräfte. Linguistische Grundlagen und didaktische Impulse. Tübingen: Narr Francke Attempto, 2021 (Narr Studienbücher).
- Fachsprachen. 4., neu bearbeitete und wesentlich erweiterte Auflage. Berlin: Schmidt, 2020 (Grundlagen der Germanistik 37) [1. Aufl. 1999, 2. Aufl. 2005, 3. Aufl. 2010].
- Geschichte der deutschen Sprache. 2. Aufl. München: Beck, 2018 (C.H. Beck Wissen 2480) [1. Aufl. 2009]
- [Zusammen mit Gabriele Kniffka:] Fachsprachenvermittlung im Unterricht. Paderborn: Schöningh, 2016 (StandardWissen Lehramt; utb 4094).
- Französisch in Barock und Aufklärung. Studien zum Sprachdenken im Deutschland des 17. und 18. Jahrhunderts. Frankfurt: Klostermann, 2014 (Analecta Romanica 82).
- Latein, Griechisch, Hebräisch. Studien und Dokumentationen zur deutschen Sprachreflexion in Barock und Aufklärung. Berlin, Boston: de Gruyter, 2014 (Studia Linguistica Germanica 119).
- Definitionen und Termini. Quantitative Studien zur Konstituierung von Fachwortschatz. Berlin, Boston: de Gruyter, 2013 (Linguistik – Impulse und Tendenzen 48).
- Typologische Variation im Deutschen. Grundlagen – Modelle – Tendenzen. Berlin: Schmidt, 2011 (Grundlagen der Germanistik 48).
- Kommunikative Effizienz. Eine Modellskizze. Heidelberg: Winter, 2002 (Sprache – Literatur und Geschichte 23).
- Sprachtypologie des Deutschen. Historische, regionale und funktionale Variation. Berlin, New York: de Gruyter, 1997 (Sammlung Göschen 2812).
- Periodisierung der deutschen Sprachgeschichte. Analysen und Tabellen. Berlin, New York: de Gruyter, 1995 (Studia Linguistica Germanica 40).
- Dramatische Kommunikation. Modell und Reflexion bei Dürrenmatt, Handke, Weiss. Berlin, New York: de Gruyter, 1994 (Quellen und Forschungen zur Sprach- und Kulturgeschichte der germanischen Völker 107 [231]).
- Die Terminologie der Erkenntnisvermögen. Wörterbuch und lexikosemantische Untersuchung zu Kants „Kritik der reinen Vernunft“. Tübingen: Niemeyer, 1989 (Reihe Germanistische Linguistik 95).

### Herausgaben (Auswahl)
- DaFFür Berlin – Perspektiven für Deutsch als Fremd- und Zweitsprache in Schule, Beruf und Wissenschaft. 44. Jahrestagung des Fachverbandes Deutsch als Fremd- und Zweitsprache an der Technischen Universität Berlin 2017. Hrsg. von Anna Gryszko, Christoph Lammers, Kristina Pelikan und Thorsten Roelcke. Göttingen: Universitätsverlag, 2020 (Materialien Deutsch als Fremdsprache 101).
- Information und Wissen. Beiträge zum transdisziplinären Diskurs. Beiträge des Symposions in Berlin am 21. und 22. April 2016. Hrsg. von Kristina Pelikan und Thorsten Roelcke. Berlin [et alibi]: Lang, 2020 (Transferwissenschaften 12).
- Drama, Theater, Film. Festschrift für Rudolf Denk anlässlich seiner Verabschiedung im Herbst 2010. Hrsg. von Joachim Pfeiffer und Thorsten Roelcke. Würzburg: Königshausen & Neumann, 2012.
- Grenzen überwinden mit Deutsch. 37. Jahrestagung des Fachverbands Deutsch als Fremdsprache an der Pädagogischen Hochschule Freiburg/Br. 2010. Hrsg. von Natalia Hahn und Thorsten Roelcke. Göttingen: Universitätsverlag, 2011 (Materialien Deutsch als Fremdsprache 85).
- Sprachliche Kürze. Konzeptionelle, strukturelle und pragmatische Aspekte. Hrsg. von Jochen A. Bär, Thorsten Roelcke und Anja Steinhauer. Berlin, New York: de Gruyter, 2007 (Linguistik – Impulse und Tendenzen 27).
- Variationstypologie / Variation Typology. Ein sprachtypologisches Handbuch der europäischen Sprachen in Geschichte und Gegenwart / A Typological Handbook of European Languages Past and Present. Hrsg. von Thorsten Roelcke. Berlin, New York: de Gruyter, 2003.
- Das Wort. Seine strukturelle und kulturelle Dimension. Festschrift für Oskar Reichmann zum 65. Geburtstag. Hrsg. von Vilmos Ágel, Andreas Gardt, Ulrike Haß-Zumkehr und Thorsten Roelcke. Tübingen: Niemeyer, 2002.

### Buchreihen und Zeitschriften (Auswahl)
- Kommunizieren im Beruf. Hrsg. von Christian Efing, Thorsten Roelcke und Kirsten Schindler. Tübingen: Narr.
- Linguistik – Impulse und Tendenzen (LIT). Hrsg. von Susanne Günthner, Klaus-Peter Konerding, Wolf-Andreas Liebert und Thorsten Roelcke. Berlin, Boston: de Gruyter.
- Transferwissenschaften. Hrsg. von Matthias Ballod, Thorsten Roelcke und Tilo Weber, begr. von Gerd Antos und Sigurd Wichter. Frankfurt/M.: Lang.
- Glottotheory. International Journal of Theoretical Linguistics. Ed. by Emmerich Kelih, Reinhard Köhler und Thorsten Roelcke. Berlin, Boston: de Gruyter.
- Informationen Deutsch als Fremdsprache (InfoDaF). Hrsg. vom Deutschen Akademischen Austauschdienst (DAAD) und dem Fachverband Deutsch als Fremd- und Zweitsprache (FaDaF). Redaktion: Christian Krekeler (verantwortlich), Thorsten Roelcke [et alii]. Berlin, Boston: de Gruyter.

## Mitgliedschaften
- Fachverband Deutsch als Fremd- und Zweitsprache (FaDaF) (Mitglied im Vorstand 2015–2019)
- Gesellschaft für Angewandte Linguistik (GAL)
- International Quantitative Linguistics Association (IQLA)
- Internationale Vereinigung für Germanische Sprach- und Literaturwissenschaft (IVG)